# Blauwkapbaardvogel
De blauwkapbaardvogel (Psilopogon armillaris synoniem: Megalaima armillaris) is een vogel uit de familie Megalaimidae (Aziatische baardvogels). 

## Verspreiding en leefgebied
Deze vogel komt voor in de bergen van Java en Bali en telt twee ondersoorten:
- P. a. armillaris: Java.
- P. a. baliensis: Bali.

## Status
De grootte van de populatie is niet gekwantificeerd. Er is geen aanleiding te veronderstellen dat de soort in aantal achteruit gaat. Om deze reden staat deze baardvogel als niet bedreigd op de Rode Lijst van de IUCN.